# Верментино ди Галлура
Верментино ди Галлура (итал. Vermentino di Gallura) — итальянское белое вино категории DOCG, производимое в сардинской области Галлура (соответствует провинции Сассари).
Для производства вина используется местный сорт винограда верментино — не менее 95,0 %; допускается применение других белых неароматических сортов винограда, выращенных на Сардинии — в сумме не более 5,0 %.
Исторически сложившаяся зона виноградников винодельческого региона Vermentino di Gallura DOCG занимают земли, образовавшиеся в результате выветривания гранитов и расположенные на высоте не выше 500 м над уровнем моря. Для новых посадок и пересадок плотность не может быть менее 3 250 лоз/га. Любая практика полива запрещена, но разрешено экстренное орошение. Все операции по производству вина должны осуществляться на территории DOCG, но допускаются исключения для соседних муниципалитетов. Вино нового урожая не может быть продано ранее 15 января, следующего за годом производства винограда.
Вино имеет интенсивный соломенно-желтый цвет, с легкими зеленоватыми тонами, довольно интенсивный, приятный аромат. Вкус стойкий, мягкий, сложный, довольно пикантный — отмечается некоторая горчинка во вкусе, с ощущением свежих цветов в послевкусии. У вина, выдержанного в дубовых бочках, вкус может быть более интенсивным и стойким, с легкими нотками ванили. Минимальная общая кислотность — 4,5 г/л.
Вино получило категорию DOC 24 марта 1975 года, а 11 сентября 1996 года статус винодельческого региона был повышен до DOCG.
Вино ценится в качестве аперитива, подаётся охлажденным. Хорошо сочетается со вкусными первыми блюдами сардинской кухни. Его также подают к жареной рыбе, моллюскам и ракообразным. Отлично сочетается со сладким пекорино (предпочтительно местного производства).